# 日本プロスポーツ協会
公益財団法人日本プロスポーツ協会（にっぽんプロスポーツきょうかい、Japan Professional Sports Association）は、日本国内のプロスポーツ団体が加盟するスポーツ組織である。
日本の最高峰ともいえるプロスポーツ表彰「内閣総理大臣杯日本プロスポーツ大賞式」を主催する団体である。他に文部科学大臣顕彰、NHK杯も当大賞式で優秀選手に授与を行っている。
また、プロスポーツ選手および、協会・団体の功労者に対する国家表彰の推薦業務を行っている。

## 歴史
1968年に設立されたプロスポーツ団体の連合体である日本プロスポーツ会議を前身とする。
1990年12月、文部省（中央省庁再編により2001年1月6日以降は文部科学省）により財団法人として認可され、初代会長に当時衆議院議長だった櫻内義雄が就任。
2019年11月、公益財団法人として適切な運営がなされていないとして、内閣府から是正勧告を受けた。2017、18年度の決算書について、評議員会の承認を受けた書類を内閣府に提出していないことや2019年９月に日本野球機構が提出した脱退通知が協会内で保留されていることが問題視されていた。このことから日本野球機構をはじめ日本相撲協会、日本プロゴルフ協会、日本女子プロゴルフ協会も脱退し日本プロスポーツ大賞が2019年から2021年まで中止する事態になった。
2020年2月、内閣府から是正勧告に適切な措置を講じていないとして、公益認定法に基づく改善措置の命令を受けた。命令を受けて、理事・監事・評議員の全員が辞任し、3月31日の理事会で国内のゴルフ場を運営するNHG株式会社取締役会長の秋山政徳が代表理事に就任した。
2023年現在、元内閣総理大臣の麻生太郎が会長を務めている。

### 歴代会長
1. 櫻内義雄（1990年 - 2002年）
2. 柳川覚治
3. 森喜朗（2002年7月 - 2009年）
4. 島村宜伸（2010年6月 - 2020年2月）
5. 麻生太郎（2023年現在）

## 加盟団体
- 公益社団法人日本プロサッカーリーグ
- 日本プロボクシング協会
- 公益社団法人日本プロボウリング協会
- 公益社団法人日本ダンス議会
- 株式会社日本レースプロモーション
- 新日本キックボクシング協会
- 日本中央競馬会
- 地方競馬全国協会
- 公益財団法人JKA（競輪・オートレース）
- 一般社団法人日本モーターボート競走会
- 一般社団法人日本野球機構（2019年に脱退したが2022年に復帰）[5]

### 過去の加盟団体
- 公益財団法人日本相撲協会（2020年脱退）
- 公益社団法人日本プロゴルフ協会（同上）
- 一般社団法人日本女子プロゴルフ協会（同上）
- 新日本プロレスリング株式会社（2005年退会）
- 全日本プロ・レスリング株式会社（2002年退会、現：オールジャパン・プロレスリング（株））

## 関連文献
- 『プロスポーツ年鑑』（協会発行の年鑑）　 
  - 1994年版　ISBN 4871681890
  - 1995年版　ISBN 488553075X
  - 1996年版　（ISBN番号未詳）
  - 1997年版　ISBN 4925110004
  - 1998年版　ISBN 4925110020
  - 1999年版　ISBN 4925110039
  - 2000年版　ISBN 4998092006
  - 2001年版　ISBN 4990100905
  - 2002年版　ISBN 4990100913
  - 2003年版　ISBN 4990100921
  - 2004年版　ISBN 499010093X
  - 2005年版　ISBN 4990100948
  - 2006年版　ISBN 4990100956
  - 2007年版　ISBN 4990100964
  - 2008年版　ISBN 4990100972
  - 2009年版　ISBN 9784990100988
  - 2010年版　ISBN 9784990100995
  - 2011年版　ISBN 9784990574406
  - 2012年版　ISBN 9784990574413
  - 2013年版（電子媒体のみ）を最後に休刊となりCiNiiでは刊行終了扱いになった[6][7]。